# 小林充
小林 充（こばやし みつる、1934年8月13日 - 2013年12月28日）は、北海道出身の日本の刑事法学者。弁護士。元裁判官。位階は正三位。
専門は、刑法及び刑事訴訟法。元東洋大学及び元北海学園大学教授。北海道生まれ。

## 略歴
- 1934年 北海道石狩郡当別町生まれ
- 1953年 札幌西高等学校卒業
- 北海道大学法学部在学中に司法試験に合格
- 1957年同法学部を卒業後、司法修習生
- 1959年 裁判官任官
- その後、東京地方裁判所刑事部、最高裁判所刑事局、司法研修所教官、司法試験考査委員（3回）を歴任
- 1990年4月 - 1991年9月 札幌地方裁判所所長
- 1998年10月 - 1999年8月 仙台高等裁判所長官
- 2000年 東洋大学法学部教授（刑法・刑事訴訟法）
- 2004年 東洋大学大学院法務研究科教授（刑事訴訟法）
- 2005年 東洋大学定年退職
- 2005年 北海学園大学法科大学院教授（刑事訴訟法）
- 2012年 北海学園大学退職
- 2013年12月28日、大腸がんにより死去[2]。79歳歿。

## 栄典
- 瑞宝重光章（2004年）
- 正三位（2013年）

## エピソード
- 北海学園大学大学の法科大学院創設に寄与し、実務家教員確保に尽力している。自身の後任も後輩の元裁判官を推薦し、羽渕清司元東洋大学教授が着任した。
- 裁判官時代は、ロッキード事件や、旭川学力テスト事件、猿払事件などに携わった。
- 生前、趣味と健康維持をかねて、30年以上ジョギングを毎日行っていた。

## 著書
単著
- 『刑法〔第4版〕』（立花書房、2015年・初版2000年）第4版は植村立郎が補訂監修
- 『刑事訴訟法〔第5版〕』（立花書房、2015年・初版2000年）第5版は植村立郎が補訂監修
- 『刑事控訴審の手続及び判決書の実際』（法曹会、2000年）
- 『裁判官の歳月』（判例タイムズ社、2006年）

共著・共編著
- 『基本法コンメンタール刑事訴訟法』（共著、日本評論社、新版1979年・初版1973年）
- 『注釈特別刑法』（共著、立花書房、新版1993年・初版1983年）
- 『刑事事実認定』（共著、判例タイムズ社、1992年）
- 『令状基本問題（増補）』（共著、判例時報社、2002年）
- 『刑事事実認定重要判決50選（上）（下）〔第2版〕』（植村立郎との共編、立花書房、2013年・初版2005年）

などがある